# Мартин, Мэри (менеджер)
Мэри Мартин (англ. Mary Martin; род. 15 июня 1939, Торонто, Канада — 4 июля 2024, Нэшвилл, Теннесси, США) — канадский и американский A&R-менеджер, музыкальный менеджер и музыкальный продюсер. Известна прежде всего работой с кантри-, фолк- и рок-артистами.
Карьеру в музыкальной индустрии начала в 1963 году в Нью-Йорке, как помощница музыкального менеджера Альберта Гроссмана, курировавшего таких исполнителей как Peter, Paul and Mary, Ian & Sylvia, Odetta и Боб Дилан (последнего она убедила сделать своей аккомпанирующей группой канадский ансамбль Levon and the Hawks, вскоре переименованный в The Band). С 1966 года работала самостоятельно, помогая дебютировать как автору-исполнителю Леонарду Коэну, с которым оставалась до 1969-го, а затем до 1971-го являясь менеджером Вана Моррисона. В 1972—1979 годах занимала пост директора A&R Warner Bros. Records по Восточному побережью, обеспечив рекорд-контракты Эммилу Харрис, Бонни Рэйтт, Леону Редбоуну, Родни Кроуэллу и другим артистам. С 1979-го вновь стала музыкальным менеджером, сотрудничая с Кроуэллом и Винсом Гиллом.
С 1985 по 1991 год работала на RCA Nashville — A&R-менеджером, директором A&R, а затем вице-президентом по A&R, приведя на лейбл, в частности, Лорри Морган и Клинта Блэка (она также убедила компанию заключить контракт с Китом Уитли, а Кита Урбана — переехать из Австралии в Нэшвилл). В середине 1990-х годов консультировала Asylum/Elektra Nashville, а в начале 2000-х выступила сопродюсером проекта Timeless: Hank Williams Tribute (2001) на Lost Highway Records, записанного при участии таких артистов как Дилан, Шерил Кроу и Том Петти и принёсшего ей премию «Грэмми» в номинации «Лучший кантри-альбом». В 2001—2002 годах занимала пост вице-президента по A&R на Mercury Nashville, а в 2011-м спродюсировала диск The Lost Notebooks of Hank Williams, на котором среди прочих спели Дилан, Алан Джексон, Мерл Хаггард и Джек Уайт.

## Биография

### Начало карьеры
Мартин родилась в Торонто, в семье домохозяйки и управленца страховой компании. Общее образование получила в женской школе Havergal. Затем посещала университеты Британской Колумбии и Райерсона, но ни один из них не окончила. В дальнейшем работала клерком в отделе клиринга акций в брокерской фирме на Бэй-стрит, а по вечерам и воскресеньям проводила время с местными фолк-музыкантами, включая Иэна Тайсона, через которого познакомилась с Джимом Маккарти (будущим лидером группы The Dirty Shames). Тот испытывал трудности с организацией своих концертов за пределами Торонто, и Мартин, желая ему помочь, стала писать письма менеджерам клубов в Гамильтоне, Оттаве и Монреале, и вскоре Маккарти смог там выступать. Поскольку перспективы роста в качестве музыкального менеджера в Торонто были крайне ограничены, Мартин решила перебраться в Нью-Йорк. Впоследствии она также называла в качестве мотива для переезда «разбитое сердце» — Мартин выяснила, что Маккарти, с которым она тогда встречалась и который являлся её первым «кавалером», на самом деле любит её лучшую подругу, что подтолкнуло её покинуть Канаду.
В Нью-Йорк, чей район Гринвич-Виллидж представлялся ей перспективным с точки зрения развития в музыкальном бизнесе, Мартин переехала в 1962 году. Через свою знакомую она позднее получила работу на ресепшене в компании музыкального менеджера Альберта Гроссмана. «Это было в 1963-м, году, когда убили Кеннеди», — вспоминала Мартин. Спустя некоторое время в офисе Гроссмана ей объяснили, что если она хочет продвигаться по карьерной лестнице, ей стоит взять отпуск и научиться печатать. В результате Мартин отправилась обратно в Торонто, чтобы повысить квалификацию, а после вернулась в США, где некоторое время работала на джазмена Стэна Гетца (однако в его офис нужно было приходить к 9 часам утра, что, по словам Мартин, полностью противоречило её «этическому кодексу»). Имея за плечами полугодовые курсы стенографии Мартин в дальнейшем вернулась к Гроссману, но теперь на должность секретаря.
На практике секретарские обязанности Мартин в Albert Grossman Management Inc. заключались в упорядочении деятельности клиентов компании — таких фолк-артистов, как Peter, Paul and Mary, Ian & Sylvia, Odetta и Боб Дилан. Гроссман и его партнёр Джон Корт принимали решения — где исполнители должны появляться и что полезно для их имиджа — а Мартин непосредственно воплощала их в жизнь: бронировала жильё, координировала приготовления к поездкам, сообщала организаторам концертов, какое оборудование требуется выступающим, проверяла, что у музыкантов всё в порядке с паспортами и в целом заботилась о нуждах звёзд во время гастролей. В процессе этой работы многие клиенты Гроссмана стали её близкими друзьями.

### Первые клиенты
Работая в Нью-Йорке на Альберта Гроссмана, Мартин в перспективе планировала вернуться в Канаду и посвятить всё своё время продвижению местных исполнителей, а пока занималась этим в качестве побочной деятельности. Так, в ходе одного из приездов в Торонто она в 1963 году приметила игравший в местных барах ансамбль Levon and the Hawks, познакомилась с его участниками и стала поклонницей группы. В начале 1965-го коллектив прислал Мартин свою демозапись, однако компанию Гроссмана команда подобного калибра не заинтересовала. Тогда Мартин рассказала о ней Дилану, который прежде выступал на сцене один, аккомпанируя себе на акустической гитаре, но теперь хотел обзавестись электрической аккомпанирующей группой. После настойчивых убеждений со стороны Мартин, череды прослушиваний, пробных выступлений и других организационных этапов, Levon and the Hawks начали работать с Диланом постоянно, получив в будущем название The Band. В тот же период Мартин взялась за продвижение ещё одного своего земляка — поэта Леонарда Коэна, известного в то время сборником стихов The Spice-Box of Earth (1961). В частности, стремясь, чтобы произведения Коэн в качестве песен попали на пластинки известных артистов, она познакомила его с фолк-певицей Джуди Коллинз.
В 1966 году Мартин начала самостоятельную карьеру музыкального менеджера, и Коэн стал одним из её первых клиентов, записав своё первое демо, включавшее такие номера как «Suzanne» и «The Stranger Song», у Мартин в ванной комнате. В том же году «Suzanne», а также «Dress Rehearsal Rag» появились в альбоме Коллинз In My Life. Попутно Мартин заинтересовала Коэном A&R-представителя Columbia Records Джона Хэммонда, убедив его посетить отделение Канадской государственной службы кинематографии в Нью-Йорке, чтобы посмотреть документальный фильм Ladies and Gentlemen… Mr. Leonard Cohen (1965). В итоге после личной встречи с Хэммондом Коэн получил рекорд-контракт с лейблом. В 1967 году с подачи Мартин ещё три работы поэта — «Priests», «Sisters of Mercy» и «Hey, That’s No Way to Say Goodbye» — попали на пластинку Коллинз Wildflowers (1967), закрепив перспективы Коэна как автора песен. В то же время Мартин, известная прямолинейностью и импульсивностью, когда дело касалось защиты интересов клиентов, услышала как Джоан Баэз исполняет на одном из концертов «Suzanne» с изменённой лирикой и написала певице письмо со словами: «Я не думаю, что ты бы позволила себе добавить новый мазок на картину Эндрю Уайета, так что и тексты Леонарда Коэна больше не переделывай».
В 1969 году Мартин и Коэн прекратили сотрудничество, и её новым клиентом стал ирландский певец Ван Моррисон. Начав развивать карьеру под её руководством, он выпустил свой первый коммерчески успешный и признанный критиками альбом — Moondance (1970). Мартин также помогла артисту расторгнуть невыгодный, по её мнению, контракт с музыкальным издательством, управлявшим правами на его песни, наняв для этого элитного юриста Фредди Герсона. С Моррисоном Мартин проработала полтора года — до выхода его лонгплея Tupelo Honey (1971).

### Период Warner Bros. Records
Завершив сотрудничество с Ваном Моррисоном, Мартин вернулась в Канаду, где среди прочего вычитывала сценарии для Canadian Film Development Corporation и вела радиопередачи. «Я занималась то тем, то сем и бесцельно тратила время; меня четыре раза грабили и я пришла к моменту, когда сказала: „Это бред. Канада — полная хрень“», — вспоминала Мартин. Позднее она позвонила президенту Warner Bros. Records Мо Остину (с ним Мартин пересекалась ещё в период работы с Леонардом Коэном и Моррисоном) и рассказала о своём настроении. Тот пригласил её в офис лейбла в Бербанке, где предложил должность директора A&R по Восточному побережью. Мартин согласилась и таким образом снова вернулась в Нью-Йорк. К работе на Warner Bros. она приступила в 1972 году. Уже в 1973-м журнал Esquire включил её в свой ежегодный список Heavy 100, отмечавший самые влиятельные персоны, группы и организации в рок-музыке.
На новой должности Мартин в поисках талантов посещала клубы, находившиеся во вверенном ей регионе, и отслушивала демозаписи, выбирая достойных кандидатов исходя из собственных ощущений. Критерий отбора Мартин формулировала так: «Я стремлюсь найти кого-то действительно интересного — девственно чистого: артиста, которого не опустошил музыкальный бизнес, которого не сбил с толку паршивый менеджер, кого-то, кого не кинули с другим рекорд-контрактом». В работе с исполнителем её главной задачей, согласно Мартин, было убедиться, что тот выглядит привлекательно для лейбла, и подыскать ему подходящих менеджера и продюсера, если их у него ещё нет. При этом, в отличие от многих коллег по профессии, она принципиально не занималась подбором материала, считая это частью отношений артиста с продюсером, в которые она вмешиваться не вправе. В качестве единственного случая отступления от этого подхода Мартин в 1978 году приводила песню «Danny’s Song» авторства Кенни Логгинса. Ещё находясь в Канаде, она рекомендовала Брайану Ахерну — продюсеру Энн Мюррей — включить композицию в репертуар певицы. Ахерн так и поступил, и в 1972 году номер в прочтении Мюррей стал крупным хитом. Попутно у Мартин с продюсером сложились дружеские отношения.
После работы с Моррисоном Мартин некоторое время провела в Лос-Анджелесе, где услышала и взяла на заметку записи Чипа Тейлора. Когда тот ушёл с Buddah Records, она подписала его на Warner Bros. Артист однако не имел и не хотел нанимать ни менеджера, ни продюсера, и его лонгплеи, несмотря на активную промо-кампанию, коммерческого успеха не добились. В 1974 году Мартин по просьбе продукт-менеджера офиса в Бербанке Дона Шмитцерле отправилась в Вашингтон, чтобы прослушать Эммилу Харрис. Певицу она сочла «великолепной», но, помня историю с Тейлором и опасаясь, что руководство исполнительницу не поймёт, решила преподнести её в комплекте с именитым продюсером — Ахерном. В результате Харрис получила контракт и проработала с Warner Bros. более 16 лет. Ахерн же, став не только продюсером, но и мужем артистки, помог сформировать звучание её первых 10 мейджор-лейбл-альбомов. Хотя сначала топ-менеджмент компании возражал против продвижения Харрис в качестве кантри-певицы, Мартин тайно обратилась к кантри-радио-промоутерам, которые охотно взялись за раскрутку артистки и представили её мейнстримовой кантри-аудитории (также Мартин убедила квотербека команды Oakland Raiders Кена Стэблера появиться в рекламных роликах певицы на радио).
На Warner Bros. Мартин проработала до 1979 года, подписав на лейбл, помимо Тейлора и Харрис, таких исполнителей как Бонни Рэйтт, Леон Редбоун, Николетт Ларсон, Commander Cody, Дори Превин, The Good Rats и прочих. В числе артистов, которых она хотела, но не смогла заполучить для рекорд-фирмы, Мартин отмечала Брюса Спрингстина, чьё звучание, по мнению начальства, несло слишком выраженный отпечаток музыки Восточного побережья. Аналогичным образом руководство компании отвергло Джимми Баффета, уже на следующий год выпустившего свою знаменитую песню «Margaritaville» (1977), но на другом лейбле. «И это одна из серьёзных помех, если ты работаешь на Warner Bros. и находишься на Восточном побережье. Эти ребята в Бербанке смотрят на меня как на абсолютную чудачку, когда я пытаюсь заинтересовать их исполнителями с Востока», — объясняла тонкости своей деятельности Мартин в 1978 году.

### Период RCA Nashville
Покинув пост директора A&R и перебравшись в Лос-Анджелес, Мартин вернулась к карьере музыкального менеджера. В этом качестве она с 1979 по 1983 год сотрудничала с Родни Кроуэллом, которого ранее привела на Warner Bros. Records. Развивая его карьеру, она убедила певца помимо исполнения и сочинения песен заняться продюсированием, и среди первых проектов Кроуэлла на этом поприще были альбомы Розанны Кэш, Бобби Бэра и Гая Кларка. Также он отвечал за диски Альберта Ли, Сисси Спейсек и других артистов. К 2024 году число его продюсерских работ превысило 150. Помогая Кроуэллу, Мартин обзавелась связями в Нэшвилле. В 1983 году она стала менеджером Винса Гилла и переехала с ним в этот город. Там под её началом певец получил свой первый рекорд-контракт — с RCA Nashville. Как для Кроуэлла, так и для Гилла Мартин учреждала фан-клубы и курировала кампании по выпуску мерчандайза.
В 1985 году Мартин заняла в RCA Nashville должность A&R-менеджера. Сотрудничая с компанией, она, в частности, помогла ей заполучить на тот момент молодых и неизвестных Лорри Морган и Клинта Блэка. Ранее, ещё не имея формальных отношений ни с лейблом, ни с певцом, Мартин рекомендовала фирме заключить контракт с Китом Уитли, а затем, когда тот захотел сменить продюсера, посоветовала Гарта Фандиса, помогшего артисту в результате сформировать его фирменный звук. В числе прочих её подопечных на RCA Nashville были Пол Оверстрит и Аарон Типпин. По ходу работы Мартин регулярно посещала нэшвиллские заведения вроде Bluebird Cafe, где в надежде быть замеченными A&R-менеджерами собирались начинающие музыканты и авторы песен. В 1988 году она стала директором A&R-департамента, а в 1990-м — вице-президентом по A&R. В 1990 году Мартин также обеспечила контракт с лейблом Матрейсе Берг.
Среди артистов, которых она стремилась заполучить для RCA Nashville, но упустила, Мартин называла Алана Джексона, Тришу Йервуд и Кита Урбана. Последнего она тем не менее убедила переехать из Австралии в Нэшвилл. В период работы на лейбл Мартин отстаивала не только певцов и певиц, но также песни и их авторов — так, благодаря её усилиям в одном только 1991 году на RCA Nashville вышли такие записи как «Something in Red» (в исполнении Морган) и «You’ve Got to Stand for Something» (Типпин). Аналогично истории 20-летней давности с «Danny’s Song» и Энн Мюррей, в 1991 году Бонни Рэйтт по рекомендации Мартин записала композицию «I Can’t Make You Love Me», ставшую в итоге хитом. В том же году Мартин ушла из RCA Nashville и сделала перерыв в трудовой деятельности, чтобы определиться со следующим этапом своей карьеры. С лейблом она продолжила сотрудничать, но уже на правах внешнего консультанта.

### Трибьюты Хэнку Уильямсу
Покинув RCA Nashville, Мартин в 1991 году заняла должность исполнительного директора некоммерческой организации ECO (Earth Communications Office), в которой среди прочих направлений курировала фандрайзинг. Весной следующего года Мартин была изнасилована незнакомцем, проникшим ночью в её нэшвиллский дом через окно. Преступник был арестован и осуждён к тюремному сроку, пробыв в заключении до 2018 года. После инцидента Мартин потребовалось время для психологической реабилитации, частью которой стало участие в деятельности организаций по защите прав жертв насилия. В частности, совместно с бывшей первой леди штата Теннесси Андреа Конте она работала в созданной последней в 1993 году профильной некоммерческой организации You Have the Power…Know How to Use It. В середине 1990-х Мартин также являлась консультантом A&R-департамента Asylum/Elektra Nashville.
В 2000 году глава лейблов Mercury Nashville и только что созданного Lost Highway Records Люк Льюис предложил Мартин поучаствовать в работе над альбомом-трибьютом Хэнку Уильямсу. Мартин присоединилась к проекту в статусе независимого продюсера (сопродюсерами выступили Льюис и Бонни Гарнер), отвечая за подбор и приглашение артистов. Лонгплей, в записи которого среди прочих приняли участие Боб Дилан, Шерил Кроу и Том Петти, получил название Timeless: Hank Williams Tribute (2001) и принёс Мартин премию «Грэмми» в категории «Лучший кантри-альбом». Успех релиза также обеспечил ей в том же 2001 году возвращение в «большой» музыкальный бизнес — позицию вице-президента по A&R на Mercury Nashville. Тем не менее уже год спустя, в октябре 2002-го, журнал Billboard, освещая перестановки в A&R-подразделении лейбла, без каких-либо подробностей сообщил, что Мартин покинула рекорд-компанию.
Через десять лет после выхода Timeless Мартин, вновь как фрилансер, помогла спродюсировать ещё один трибьют Уильямсу — диск The Lost Notebooks of Hank Williams (2011). Ранее к ней обратилась отвечавшая за творчество певца сотрудница музыкального издательства Acuff-Rose Music Пегги Лэмб, сообщив об обнаруженных в архивах компании тетрадях с 66 текстами песен Уильямса, никогда прежде не появлявшимися на записях, и высказав идею, что кто-то из артистов мог бы выпустить альбом композиций на данную лирику. Тогда Мартин связалась Диланом и отправила ему 27 из этих стихотворений, но тот счёл задачу единолично освоить все тексты непосильной, и они с Мартин стали формировать список артистов, которые могли бы присоединиться к проекту. В результате, помимо Дилана, в записи лонгплея участвовали такие кантри- и рок-исполнители как Алан Джексон, Люсинда Уильямс, Мерл Хаггард, Джек Уайт, Нора Джонс и другие.
Последние годы жизни Мартин проводила в своём доме в Нэшвилле, занимаясь, в частности уходом, за цветами и растениями в саду. Скончалась 4 июля 2024 года в местном хосписе (согласно её родственникам, она болела раком, а незадолго до смерти у неё случился перелом шейки бедра). Ранее Мартин пожертвовала свой архив документов Залу славы рок-н-ролла.

## Личная жизнь
Мартин никогда не была замужем. Помимо родителей — Алиды (Старр) Мартин и Коуфорда Мартина — в числе её близких родственников были два брата — Ричард и Тони (последний её пережил). Давней (с начала 1970-х годов) подругой Мартин являлась актриса Элизабет Эшли. Мартин также была преданной поклонницей NFL.

## Награды и признание
| Год  | Награда                         | Организация                                                | Категория/основание                             | Номинант                                                     | Итог   | Прим.  |
| ---- | ------------------------------- | ---------------------------------------------------------- | ----------------------------------------------- | ------------------------------------------------------------ | ------ | ------ |
| 2002 | Премия «Грэмми»                 | Национальная академия искусства и науки звукозаписи        | «Лучший кантри-альбом»                          | Мэри Мартин (как сопродюсер Timeless: Hank Williams Tribute) | Победа | [ 35 ] |
| 2007 | Americana Music Honors & Awards | Ассоциации музыки американа                                | Jack Emerson Lifetime Achievement For Executive | Мэри Мартин                                                  | Победа | [ 36 ] |
| 2007 | Sourсe Awards                   | Sourсe Nashville                                           | Hall of Fame                                    | Мэри Мартин                                                  | Победа | [ 26 ] |
| 2009 | Louise Scruggs Memorial Forum   | Зал славы и музей кантри (при поддержке Gibson Foundation) | Продолжение новаторских традиций Луизы Скраггс  | Мэри Мартин                                                  | Победа | [ 37 ] |
| 2011 | Honour Roll Awards              | Music Managers Forum Canada                                | Pioneer Award                                   | Мэри Мартин                                                  | Победа | [ 38 ] |

## Полезные ссылки
- Интервью Мартин кантри-историку Джею Орру в Зале славы и музее кантри в рамках Louise Scruggs Memorial Forum (2009) на Vimeo
- Мартин принимает награду Source Awards (вступительные слова Бренды Ли, Джинни Сили и Эммилу Харрис, 2007) на YouTube

## Комментарии
1. ↑  Сама Мартин считала, что лавры человека, познакомившего Боба Дилана с The Band, присваивают ей одной незаслуженно, поскольку ещё до неё внимание артиста на данный коллектив обращал музыкант Джон Хэммонд — младший. «Джон Хэммонд являлся важной частью всего этого. Дилан всегда говорил, что это была я, но я была просто девчонкой», — поясняла Мартин[8].
2. ↑  Половину полученной денежной премии Мартин пожертвовала Залу славы и музею кантри, а другую половину — некоммерческой организации You Have the Power…Know How to Use It[10].